# Championnat du monde de hockey sur glace 2002
Navigation
Allemagne 2001 Finlande 2003
Le Championnat du monde de hockey sur glace 2002 a eu lieu du 26 avril au 11 mai à Göteborg, Karlstad et Jönköping en Suède.

## Division Elite

### Tour préliminaire

#### Groupe A
| Clt   | Équipe             | PJ | V | D | N | BP | BC | Pts |
| ----- | ------------------ | -- | - | - | - | -- | -- | --- |
| +001, | République tchèque | 3  | 3 | 0 | 0 | 17 | 8  | 6   |
| +002, | Allemagne          | 3  | 2 | 1 | 0 | 17 | 9  | 4   |
| +003, | Suisse             | 3  | 1 | 2 | 0 | 5  | 9  | 2   |
| +004, | Japon              | 3  | 0 | 3 | 0 | 6  | 19 | 0   |

- Qualifié pour le tour de qualification

##### Résultats des rencontres
| 26 avril 2002 | Allemagne | 9-2 (2-0, 5-2, 2-0) | Japon | Kinnarps Arena 2 374 spectateurs |

| Feuille de match | Feuille de match | Feuille de match                              | Feuille de match                                 | Feuille de match                                           |
| ---------------- | --- | --------------------------------------------- | ------------------------------------------------ | ---------------------------------------------------------- |
|                  | Morczinietz (Soccio, Ehrhoff) (Inf) - 4 min 36 s Seidenberg (Abstreiter, Kreutzer) (Sup) - 8 min 3 s Blank (Lewandowski, Hynes) - 22 min 54 s Ustorf (Sup) - 23 min 54 s Soccio (Benda, Morczinietz) - 31 min 13 s Blank - 31 min 47 s Kathan (Reichel, Benda) - 37 min 14 s Morczinietz (Benda) - 48 min 42 s Kathan (Soccio, Ehrhoff) (Sup) - 52 min 37 s | 1-0 2-0 3-0 4-0 4-1 4-2 5-2 6-2 7-2 8-2 9-2   | 25 min 48 s - Yule (Yahata) 30 min 58 s - Suzuki | Arbitrage : Christer Larking Andreï Biriukov Karol Popovic |
| Marc Seliger     | Gardiens | Jiro Igor Nihei Naoya Kikuchi (à 23 min 54 s) |                                                  | Arbitrage : Christer Larking Andreï Biriukov Karol Popovic |
| 14 min           | Pénalités | 34 min                                        |                                                  | Arbitrage : Christer Larking Andreï Biriukov Karol Popovic |
| 42               | Tirs | 19                                            |                                                  | Arbitrage : Christer Larking Andreï Biriukov Karol Popovic |

| 26 avril 2002 | Suisse | 0-5 (0-1, 0-3, 0-1) | Tchéquie | Jönköping 3 183 spectateurs |

| Feuille de match | Feuille de match | Feuille de match          | Feuille de match | Feuille de match                                        |
| ---------------- | ---------------- | ------------------------- | --- | ------------------------------------------------------- |
|                  |                  | 0-1 0-2 0-3 0-4 0-5       | 6 min 56 s - Kaberle (Procházka, Patera) (Sup) 33 min 19 s - Ujčík (Vlasák, Kubina) 36 min 54 s - Ujčík (Vlasák, Čajánek) 38 min 32 s - Hlinka (Špacek, Jágr) 52 min 42 s - Procházka (Kubina) | Arbitrage : Scott Hutchinson Pavel Makarov Per Svensson |
| Martin Gerber    | Gardiens         | Milan Hnilička Jirí Trvaj | | Arbitrage : Scott Hutchinson Pavel Makarov Per Svensson |
| 8 min            | Pénalités        | 6 min                     | | Arbitrage : Scott Hutchinson Pavel Makarov Per Svensson |
| 21               | Tirs             | 39                        | | Arbitrage : Scott Hutchinson Pavel Makarov Per Svensson |

| 28 avril 2002 | Allemagne | 3-0 (1-0, 1-0, 1-0) | Suisse | Kinnarps Arena 3 148 spectateurs |

| Feuille de match           | Feuille de match                                                                                             | Feuille de match          | Feuille de match | Feuille de match                                             |
| -------------------------- | --- | ------------------------- | ---------------- | ------------------------------------------------------------ |
|                            | Kreutzer (Seidenberg, Ustorf) (Sup) - 9 min 30 s Ustorf (Kreutzer) (Sup) - 20 min 22 s Rumrich - 40 min 26 s | 1-0 2-0 3-0               |                  | Arbitrage : Marko Lepaus Karol Popovic Paul David Staniforth |
| Marc Seliger Robert Müller | Gardiens | Martin Gerber Lars Weibel |                  | Arbitrage : Marko Lepaus Karol Popovic Paul David Staniforth |
| 37 min                     | Pénalités | 12 min                    |                  | Arbitrage : Marko Lepaus Karol Popovic Paul David Staniforth |
| 26                         | Tirs | 35                        |                  | Arbitrage : Marko Lepaus Karol Popovic Paul David Staniforth |

| 28 avril 2002 | Tchéquie | 5-3 (0-1, 3-1, 2-1) | Japon | Kinnarps Arena 3 380 spectateurs |

| Feuille de match | Feuille de match | Feuille de match                | Feuille de match                                                                                  | Feuille de match                                             |
| ---------------- | --- | ------------------------------- | ------------------------------------------------------------------------------------------------- | ------------------------------------------------------------ |
|                  | Kubina (Vlasák) (Inf) - 22 min 16 s Vlasák (Čajánek) - 25:33 Jágr (Hlinka) (Sup) - 32 min 19 s Špacek (Jágr) - 47 min 10 s Jágr (Hrdina, Hlinka) - 54 min 43 s | 0-1 1-1 2-1 2-2 3-2 3-3 4-3 5-3 | 1 min 8 s - Kuwabara (Kawaguchi) 31 min 35 s - Yule (Fujita) (Sup) 41 min 51 s - Kabayama (Iwata) | Arbitrage : Sergueï Karabanov d'Andreï Biriukov Per Svensson |
| Jirí Trvaj       | Gardiens | Naoya Kikuchi Jiro Igor Nihei   |                                                                                                   | Arbitrage : Sergueï Karabanov d'Andreï Biriukov Per Svensson |
| 12 min           | Pénalités | 4 min                           |                                                                                                   | Arbitrage : Sergueï Karabanov d'Andreï Biriukov Per Svensson |
| 46               | Tirs | 22                              |                                                                                                   | Arbitrage : Sergueï Karabanov d'Andreï Biriukov Per Svensson |

| 29 avril 2002 | Suisse | 5-1 (1-1, 4-0, 0-0) | Japon | Jönköping 3 121 spectateurs |

| Feuille de match          | Feuille de match | Feuille de match              | Feuille de match                       | Feuille de match                                       |
| ------------------------- | --- | ----------------------------- | -------------------------------------- | ------------------------------------------------------ |
|                           | Aeschlimann (Crameri, Baldi) - 18 min 30 s Wichser (Reichert, Hirschi) - 21 min 15 s Plüss (Streit, Vauclair) - 24 min 7 s Aeschlimann (Pén) - 31 min 57 s Steinegger - 37 min 58 s | 0-1 1-1 2-1 3-1 4-1 5-1       | 10 min 48 s - Ito (Yule, Fujita) (Sup) | Arbitrage : Paul Mariconda Pavel Makarov Karol Popovic |
| Martin Gerber Lars Weibel | Gardiens | Jiro Igor Nihei Naoya Kikuchi |                                        | Arbitrage : Paul Mariconda Pavel Makarov Karol Popovic |
| 8 min                     | Pénalités | 2 min                         |                                        | Arbitrage : Paul Mariconda Pavel Makarov Karol Popovic |
| 31                        | Tirs | 24                            |                                        | Arbitrage : Paul Mariconda Pavel Makarov Karol Popovic |

| 29 avril 2002 | Tchéquie | 7-5 (2-1, 2-2, 3-2) | Allemagne | Kinnarps Arena 4 732 spectateurs |

| Feuille de match          | Feuille de match | Feuille de match                                | Feuille de match | Feuille de match                                             |
| ------------------------- | --- | ----------------------------------------------- | --- | ------------------------------------------------------------ |
|                           | Vlasák (Klesla, Ujčík) - 9 min 10 s Kubina (Jágr, Hlinka) (Sup) - 14 min 2 s Sedlák (Klesla, Výborný) - 29 min 26 s Vlasák (Čajánek, Sýkora) - 38 min 50 s Cajánek (Kuba) (Sup) 47 min 25 s Procházka (Výborný, Broš) - 55 min 15 s Výborný (Cage vide) - 59 min 42 s | 0-1 1-1 2-1 3-1 3-2 3-3 4-3 5-3 5-4 6-4 6-5 7-5 | 8 min 3 s - Goldmann (Mölling, Loth) 37 min 36 s - Schubert (Abstreiter, Ustorf) (Sup) 37 min 58 s - Soccio (Kathan, Benda) 49 min 54 s - Ehrhoff (Kathan, Morczinietz) (Sup) 59 min 7 s - Hynes (Seidenberg, Benda) (Sup) | Arbitrage : Scott Hutchinson Andreï Biriukov Paul Staniforth |
| Jirí Trvaj Dušan Salfický | Gardiens | Robert Müller Markus Janka                      | | Arbitrage : Scott Hutchinson Andreï Biriukov Paul Staniforth |
| 14 min                    | Pénalités | 12 min                                          | | Arbitrage : Scott Hutchinson Andreï Biriukov Paul Staniforth |
| 40                        | Tirs | 26                                              | | Arbitrage : Scott Hutchinson Andreï Biriukov Paul Staniforth |

#### Groupe B
| Clt   | Équipe    | PJ | V | D | N | BP | BC | Pts |
| ----- | --------- | -- | - | - | - | -- | -- | --- |
| +001, | Finlande  | 3  | 3 | 0 | 0 | 14 | 1  | 6   |
| +002, | Slovaquie | 3  | 2 | 1 | 0 | 13 | 7  | 4   |
| +003, | Ukraine   | 3  | 1 | 2 | 0 | 7  | 8  | 2   |
| +004, | Pologne   | 3  | 0 | 3 | 0 | 0  | 18 | 0   |

- Qualifié pour le tour de qualification

##### Résultats des rencontres
| 27 avril 2002 | Slovaquie | 7-0 (2-0, 1-0, 4-0) | Pologne | Scandinavium 2 839 spectateurs |

| Feuille de match | Feuille de match | Feuille de match            | Feuille de match | Feuille de match                                             |
| ---------------- | --- | --------------------------- | ---------------- | ------------------------------------------------------------ |
|                  | Bondra (Šatan, Bartecko) - 3 min 38 s Országh (Lintner) (Sup) - 12 min 25 s Tomík (Inf) - 39 min 18 s Bartecko (Šatan, Bača) - 44 min 25 s Lintner (Šatan, Bartecko) (Sup) - 47 min 9 s Pavlikovský (Bondra) - 56 min 43 s Petrovický (Pavlikovský, Milo) (Sup) - 58 min 10 s | 1-0 2-0 3-0 4-0 5-0 6-0 7-0 |                  | Arbitrage : Sergueï Karabanov Stanislav Barvir Lars Kronborg |
| Rastislav Staňa  | Gardiens | Tomasz Jaworski             |                  | Arbitrage : Sergueï Karabanov Stanislav Barvir Lars Kronborg |
| 16 min           | Pénalités | 16 min                      |                  | Arbitrage : Sergueï Karabanov Stanislav Barvir Lars Kronborg |
| 42               | Tirs | 23                          |                  | Arbitrage : Sergueï Karabanov Stanislav Barvir Lars Kronborg |

| 27 avril 2002 | Ukraine | 0-3 (0-1, 0-1, 0-1) | Finlande | Scandinavium 3 118 spectateurs |

| Feuille de match     | Feuille de match | Feuille de match | Feuille de match | Feuille de match                                               |
| -------------------- | ---------------- | ---------------- | --- | -------------------------------------------------------------- |
|                      |                  | 0-1 0-2 0-3      | 1 min 58 s - Karalahti (Miettinen) (Sup) 34 min 49 s - Tuulola (Pärssinen, Niinimää) 51 min 40 s - Aalto (Rintanen) (Sup) | Arbitrage : Gerhard Lichtnecker Gregor Brodnicki Michael Linke |
| Konstantin Simtchouk | Gardiens         | Jussi Markkanen  | | Arbitrage : Gerhard Lichtnecker Gregor Brodnicki Michael Linke |
| 22 min               | Pénalités        | 10 min           | | Arbitrage : Gerhard Lichtnecker Gregor Brodnicki Michael Linke |
| 10                   | Tirs             | 36               | | Arbitrage : Gerhard Lichtnecker Gregor Brodnicki Michael Linke |

| 29 avril 2002 | Slovaquie | 5-4 (2-1, 2-2, 1-1) | Ukraine | Scandinavium 2 315 spectateurs |

| Feuille de match | Feuille de match | Feuille de match                                   | Feuille de match | Feuille de match                                        |
| ---------------- | --- | -------------------------------------------------- | --- | ------------------------------------------------------- |
|                  | Tomík (Somík, Šatan) - 4 min 21 s Hlinka (Somík) - 13 min 55 s Čierny (Hlinka) - 31 min 37 s Lintner (Pavlikovský) - 32 min 30 s Lintner (Šatan) (Sup) - 56 min 50 s | 0-1 1-1 2-1 2-2 2-3 3-3 4-3 4-4 5-4                | 3 min 5 s - Protsenko (Klimentiev) 20 min 50 s - Salnikov (Khristitch, Timtchenko) 26 min 54 s - Bobrovnikov (Zinevitch) 48 min 13 s - Tsyroul (Tolkounov, Protsenko) | Arbitrage : Olav Johnsen Gregor Brodnicki Lars Kronborg |
| Rastislav Staňa  | Gardiens | Igor Karpenko Konstantin Simtchouk (à 32 min 30 s) | | Arbitrage : Olav Johnsen Gregor Brodnicki Lars Kronborg |
| 24 min           | Pénalités | 28 min                                             | | Arbitrage : Olav Johnsen Gregor Brodnicki Lars Kronborg |
| 44               | Tirs | 26                                                 | | Arbitrage : Olav Johnsen Gregor Brodnicki Lars Kronborg |

| 29 avril 2002 | Finlande | 8-0 (3-0, 3-0, 2-0) | Pologne | Scandinavium 2 690 spectateurs |

| Feuille de match | Feuille de match | Feuille de match                | Feuille de match | Feuille de match                                            |
| ---------------- | --- | ------------------------------- | ---------------- | ----------------------------------------------------------- |
|                  | Hagman (Niinimää) (Sup) - 2 min 44 s Koivisto - 4 min 27 s Kallio (Hagman, Koivisto) (Sup) - 10 min 6 s Ojanen (Lydman, Viitakoski) - 21 min 45 s Pärssinen (Miettinen, Kapanen) (Sup) - 28:52 Pärssinen (Miettinen, Kapanen) (Sup) - 40 min 50 s Miettinen (Pärssinen, Karalahti) (Sup) - 44 min 5 s Pärssinen (Kapanen, Karalahti) - 50 min 27 s | 1-0 2-0 3-0 4-0 5-0 6-0 7-0 8-0 |                  | Arbitrage : Vladimír Sindler Serge Carpentier Michael Linke |
| Fredrik Norrena  | Gardiens | Tomasz Wawrzkiewicz             |                  | Arbitrage : Vladimír Sindler Serge Carpentier Michael Linke |
| 12 min           | Pénalités | 32 min                          |                  | Arbitrage : Vladimír Sindler Serge Carpentier Michael Linke |
| 45               | Tirs | 17                              |                  | Arbitrage : Vladimír Sindler Serge Carpentier Michael Linke |

| 30 avril 2002 | Finlande | 3-1 (2-0, 1-0, 0-1) | Slovaquie | Scandinavium 9 018 spectateurs |

| Feuille de match | Feuille de match | Feuille de match | Feuille de match            | Feuille de match                                          |
| ---------------- | --- | ---------------- | --------------------------- | --------------------------------------------------------- |
|                  | Miettinen (Pärssinen) - 1 min 47 s Kallio (Niinimää, Kapanen) (Sup) - 13 min 51 s Hagman (Jokinen, Kallio) - 36 min 54 s | 1-0 2-0 3-0 3-1  | 44 min 28 s - Milo (Pucher) | Arbitrage : Paul Mariconda Stanislav Barvir Lars Kronborg |
| Jussi Markkanen  | Gardiens | Ján Lašák        |                             | Arbitrage : Paul Mariconda Stanislav Barvir Lars Kronborg |
| 26 min           | Pénalités | 30 min           |                             | Arbitrage : Paul Mariconda Stanislav Barvir Lars Kronborg |
| 31               | Tirs | 31               |                             | Arbitrage : Paul Mariconda Stanislav Barvir Lars Kronborg |

| 30 avril 2002 | Pologne | 0-3 (0-1, 0-0, 0-2) | Ukraine | Kinnarps Arena 1 828 spectateurs |

| Feuille de match | Feuille de match | Feuille de match     | Feuille de match | Feuille de match                                           |
| ---------------- | ---------------- | -------------------- | --- | ---------------------------------------------------------- |
|                  |                  | 0-1 0-2 0-3          | 4 min 44 s - Chakhraïtchouk (Savenko, Klimentiev) 41 min 54 s - Chakhraïtchouk 59 min 13 s - Salnikov (Zinevych, Khristitch) | Arbitrage : Gerhard Lichtnecker Pavel Makarov Per Svensson |
| Tomasz Jaworski  | Gardiens         | Konstantin Simtchouk | | Arbitrage : Gerhard Lichtnecker Pavel Makarov Per Svensson |
| 24 min           | Pénalités        | 12 min               | | Arbitrage : Gerhard Lichtnecker Pavel Makarov Per Svensson |
| 25               | Tirs             | 43                   | | Arbitrage : Gerhard Lichtnecker Pavel Makarov Per Svensson |

#### Groupe C
| Clt   | Équipe   | PJ | V | D | N | BP | BC | Pts |
| ----- | -------- | -- | - | - | - | -- | -- | --- |
| +001, | Suède    | 3  | 3 | 0 | 0 | 15 | 5  | 6   |
| +002, | Russie   | 3  | 2 | 1 | 0 | 14 | 6  | 4   |
| +003, | Autriche | 3  | 1 | 2 | 0 | 11 | 14 | 2   |
| +004, | Slovénie | 3  | 0 | 3 | 0 | 6  | 21 | 0   |

- Qualifié pour le tour de qualification

##### Résultats des rencontres
| 26 avril 2002 | Russie | 8-1 (3-0, 2-1, 3-0) | Slovénie | Scandinavium 7 873 spectateurs |

| Feuille de match | Feuille de match | Feuille de match                    | Feuille de match                      | Feuille de match                                            |
| ---------------- | --- | ----------------------------------- | ------------------------------------- | ----------------------------------------------------------- |
|                  | Boutsaïev (Kovalenko) - 14 min 28 s Tkatchenko (Prokopiev, Riabykine) (Sup) - 15 min 7 s Tkatchenko (Prokopiev) - 18 min 11 s Bykov (Ryabykin) (Sup) - 21 min 30 s Tkatchenko - 27 min 20 s Afinoguenov - 46 min 6 s Koznev (Tkatchenko, Antipov) - 46 min 33 s Gousmanov (Boutsaïev) - 55 min 5 s | 1-0 2-0 3-0 4-0 5-0 5-1 6-1 7-1 8-1 | 32 min 59 s - Rodman (Zupančič) (Sup) | Arbitrage : Jukka Pakaslahti Serge Carpentier Kevin Redding |
| Iegor Podomatski | Gardiens | Gaber Glavič                        |                                       | Arbitrage : Jukka Pakaslahti Serge Carpentier Kevin Redding |
| 20 min           | Pénalités | 14 min                              |                                       | Arbitrage : Jukka Pakaslahti Serge Carpentier Kevin Redding |
| 42               | Tirs | 22                                  |                                       | Arbitrage : Jukka Pakaslahti Serge Carpentier Kevin Redding |

| 26 avril 2002 | Autriche | 3-5 (1-3, 0-1, 2-1) | Suède | Scandinavium 8 243 spectateurs |

| Feuille de match | Feuille de match                                                                                  | Feuille de match                | Feuille de match | Feuille de match                                          |
| ---------------- | ------------------------------------------------------------------------------------------------- | ------------------------------- | --- | --------------------------------------------------------- |
|                  | R. Lukas (P. Lukas) - 15 min 23 s Trattnig (Kaspitz) - 44 min 15 s Lavoie (Kaspitz) - 59 min 25 s | 0-1 0-2 0-3 1-3 1-4 2-4 2-5 3-5 | 2 min 6 s - Andersson (Huselius) 6 min 25 s - Mag. Johansson (Johnson, Huselius) (Sup) 13 min 49 s - Weinhandl (Zetterberg, Mat. Johansson) 32 min 0 s - Jönsson (A. Johansson, Dahlén) 52 min 28 s - Tjärnqvist (Weinhandl, Zetterberg) (Sup) | Arbitrage : Paul Mariconda Gregor Brodnicki Michael Linke |
| Claus Dalpiaz    | Gardiens                                                                                          | Tommy Salo                      | | Arbitrage : Paul Mariconda Gregor Brodnicki Michael Linke |
| 24 min           | Pénalités                                                                                         | 4 min                           | | Arbitrage : Paul Mariconda Gregor Brodnicki Michael Linke |
| 21               | Tirs                                                                                              | 36                              | | Arbitrage : Paul Mariconda Gregor Brodnicki Michael Linke |

| 28 avril 2002 | Russie | 6-3 (3-0, 3-2, 0-1) | Autriche | Scandinavium 7 908 spectateurs |

| Feuille de match | Feuille de match | Feuille de match                             | Feuille de match                                                                                       | Feuille de match                                            |
| ---------------- | --- | -------------------------------------------- | --- | ----------------------------------------------------------- |
|                  | Gousmanov (Liachenko) - 4 min 37 s Zatonski (Souchinski) (Sup) - 6 min 56 s Afinoguenov (Liachenko) - 7 min 26 s Bykov - 21 min 7 s Prokopiev (Souchinski) - 21 min 28 s Karpov (Joukov, Kovalenko) (Sup) 35 min 14 s | 1-0 2-0 3-0 4-0 5-0 5-1 5-2 6-2 6-3          | 23 min 36 s - Pöck (R. Lukas) 26 min 11 s - Kalt (Unterluggauer) 44 min 16 s - Lakos (Setzinger) (Sup) | Arbitrage : Tor Olav Johnsen Stanislav Barvir Lars Kronborg |
| Iegor Podomatski | Gardiens | Claus Dalpiaz Michael Suttnig (à 7 min 26 s) | | Arbitrage : Tor Olav Johnsen Stanislav Barvir Lars Kronborg |
| 34 min           | Pénalités | 32 min                                       | | Arbitrage : Tor Olav Johnsen Stanislav Barvir Lars Kronborg |
| 41               | Tirs | 31                                           | | Arbitrage : Tor Olav Johnsen Stanislav Barvir Lars Kronborg |

| 28 avril 2002 | Suède | 8-2 (1-1, 4-0, 3-1) | Slovénie | Scandinavium 8 356 spectateurs |

| Feuille de match | Feuille de match | Feuille de match                        | Feuille de match                                                         | Feuille de match                                               |
| ---------------- | --- | --------------------------------------- | ------------------------------------------------------------------------ | -------------------------------------------------------------- |
|                  | Hedin (Jönsson) (Sup) - 12 min 3 s Huselius (Sup) - 20 min 39 s Dahlén - 20 min 55 s Tjärnqvist (Nylander) (Sup) - 27 min 23 s Dahlén (Hedin) - 30 min 25 s T. Johansson (Tjärnqvist, Nylander) (Sup) - 41 min 59 s Rhodin (Weinhandl) 48 min 24 s Huselius (Nylander) - 56 min 9 s | 0-1 1-1 2-1 3-1 4-1 5-1 6-1 6-2 7-2 8-2 | 1 min 41 s - Rodman (Vnuk) (Sup) 47 min 9 s - Tišlar (Zupančič, Kontrec) | Arbitrage : Gerhard Lichtnecker Serge Carpentier Kevin Redding |
| Tommy Salo       | Gardiens | Stan Reddick                            |                                                                          | Arbitrage : Gerhard Lichtnecker Serge Carpentier Kevin Redding |
| 4 min            | Pénalités | 16 min                                  |                                                                          | Arbitrage : Gerhard Lichtnecker Serge Carpentier Kevin Redding |
| 65               | Tirs | 16                                      |                                                                          | Arbitrage : Gerhard Lichtnecker Serge Carpentier Kevin Redding |

| 30 avril 2002 | Slovénie | 3-5 (2-1, 1-0, 0-4) | Autriche | Kinnarps Arena 1 913 spectateurs |

| Feuille de match | Feuille de match                                                                                           | Feuille de match                | Feuille de match | Feuille de match                                                     |
| ---------------- | --- | ------------------------------- | --- | -------------------------------------------------------------------- |
|                  | Razingar (Vnuk, Beribak) (Sup) - 5 min 50 s Rozic - 16 min 6 s Rodman (Vnuk, Razingar) (Sup) - 36 min 29 s | 0-1 1-1 2-1 3-1 3-2 3-3 3-4 3-5 | 4 min 10 s - P. Lukas (Lavoie) (Sup) 49 min 30 s - Unterluggauer (H. Hohenberger, Kalt) (Sup) 55 min 39 s - Lakos (Brandner) 56 min 56 s - Kalt (Brandner, Lakos) 59 min 0 s - Kalt (Brandner, Lavoie) | Arbitrage : Scott Hutchinson d'Andreï Biriukov Paul David Staniforth |
| Stan Reddick     | Gardiens                                                                                                   | Claus Dalpiaz                   | | Arbitrage : Scott Hutchinson d'Andreï Biriukov Paul David Staniforth |
| 12 min           | Pénalités                                                                                                  | 26 min                          | | Arbitrage : Scott Hutchinson d'Andreï Biriukov Paul David Staniforth |
| 23               | Tirs | 35                              | | Arbitrage : Scott Hutchinson d'Andreï Biriukov Paul David Staniforth |

| 30 avril 2002 | Suède | 2-0 (1-0, 0-0, 1-0) | Russie | Scandinavium 11 102 spectateurs |

| Feuille de match | Feuille de match                                          | Feuille de match | Feuille de match | Feuille de match                                            |
| ---------------- | --------------------------------------------------------- | ---------------- | ---------------- | ----------------------------------------------------------- |
|                  | Dahlén (A. Johansson) - 5 min 43 s Nylander - 58 min 11 s | 1-0 2-0          |                  | Arbitrage : Vladimír Sindler Serge Carpentier Kevin Redding |
| Tommy Salo       | Gardiens                                                  | Iegor Podomatski |                  | Arbitrage : Vladimír Sindler Serge Carpentier Kevin Redding |
| 10 min           | Pénalités                                                 | 12 min           |                  | Arbitrage : Vladimír Sindler Serge Carpentier Kevin Redding |
| 35               | Tirs                                                      | 25               |                  | Arbitrage : Vladimír Sindler Serge Carpentier Kevin Redding |

#### Groupe D
| Clt   | Équipe     | PJ | V | D | N | BP | BC | Pts |
| ----- | ---------- | -- | - | - | - | -- | -- | --- |
| +001, | Canada     | 3  | 3 | 0 | 0 | 11 | 2  | 6   |
| +002, | États-Unis | 3  | 2 | 1 | 0 | 9  | 6  | 4   |
| +003, | Lettonie   | 3  | 1 | 2 | 0 | 7  | 8  | 2   |
| +004, | Italie     | 3  | 0 | 3 | 0 | 3  | 14 | 0   |

- Qualifié pour le tour de qualification

##### Résultats des rencontres
| 27 avril 2002 | Italie | 2-5 (0-2, 0-1, 2-2) | États-Unis | Löfbergs Lila Arena 6 785 spectateurs |

| Feuille de match                          | Feuille de match                                                                   | Feuille de match            | Feuille de match | Feuille de match                                            |
| ----------------------------------------- | ---------------------------------------------------------------------------------- | --------------------------- | --- | ----------------------------------------------------------- |
|                                           | Margoni (Sacratini) (Sup) - 41 min 14 s M. De Toni (Gruber, Timpone) - 47 min 39 s | 0-1 0-2 0-3 0-4 1-4 2-4 2-5 | 7 min 9 s - Park (Eaton, LaCouture) (Sup) 18 min 34 s - Hilbert (Mowers, Eaton) (Sup) 39 min 35 s - Hilbert (Rohloff, Eaton) (Sup) 40 min 10 s - Park (Inf) 49 min 59 s - Konowalchuk (Sacco) (Sup) | Arbitrage : Vladimír Mihálik Riku Peltonen Joachim Karlsson |
| Mike Rosati Mario Brunetta (à 40 min 0 s) | Gardiens                                                                           | Dieter Kochan               | | Arbitrage : Vladimír Mihálik Riku Peltonen Joachim Karlsson |
| 12 min                                    | Pénalités                                                                          | 6 min                       | | Arbitrage : Vladimír Mihálik Riku Peltonen Joachim Karlsson |
| 19                                        | Tirs                                                                               | 34                          | | Arbitrage : Vladimír Mihálik Riku Peltonen Joachim Karlsson |

| 27 avril 2002 | Canada | 4-1 (1-1, 1-0, 2-0) | Lettonie | Löfbergs Lila Arena 7 040 spectateurs |

| Feuille de match       | Feuille de match | Feuille de match    | Feuille de match                               | Feuille de match                                          |
| ---------------------- | --- | ------------------- | ---------------------------------------------- | --------------------------------------------------------- |
|                        | Schlegel - 7 min 58 s McDonald (Sup) - 29 min 17 s Matvichuk (Morrow) (Inf) - 41 min 19 s Brewer (Heatley) - 49 min 47 s | 1-0 1-1 2-1 3-1 4-1 | 13 min 53 s - Panteļejevs (Žoltoks, Belavskis) | Arbitrage : Vladimír Sindler Daniel Stricker Marco Coenen |
| Jean-Sébastien Giguère | Gardiens | Sergejs Naumovs     |                                                | Arbitrage : Vladimír Sindler Daniel Stricker Marco Coenen |
| 10 min                 | Pénalités | 8 min               |                                                | Arbitrage : Vladimír Sindler Daniel Stricker Marco Coenen |
| 34                     | Tirs | 19                  |                                                | Arbitrage : Vladimír Sindler Daniel Stricker Marco Coenen |

| 29 avril 2002 | Canada | 5-0 (0-0, 3-0, 2-0) | Italie | Löfbergs Lila Arena 6 785 spectateurs |

| Feuille de match | Feuille de match | Feuille de match                          | Feuille de match | Feuille de match                                           |
| ---------------- | --- | ----------------------------------------- | ---------------- | ---------------------------------------------------------- |
|                  | McDonald (Brewer) (Sup2) - 25 min 57 s Cleary (Wright) (Sup) - 36 min 13 s Cleary (McDonald) (Sup) - 37 min 23 s Smyth (Brewer) - 54 min 31 s Whitney (Schaefer) - 58 min 2 s | 1-0 2-0 3-0 4-0 5-0                       |                  | Arbitrage : Christer Larking Andreï Vasko Joachim Karlsson |
| Marty Turco      | Gardiens | Mike Rosati Mario Brunetta (à 40 min 0 s) |                  | Arbitrage : Christer Larking Andreï Vasko Joachim Karlsson |
| 10 min           | Pénalités | 18 min                                    |                  | Arbitrage : Christer Larking Andreï Vasko Joachim Karlsson |
| 44               | Tirs | 24                                        |                  | Arbitrage : Christer Larking Andreï Vasko Joachim Karlsson |

| 29 avril 2002 | États-Unis | 3-2 (3-0, 0-1, 0-1) | Lettonie | Löfbergs Lila Arena 5 952 spectateurs |

| Feuille de match | Feuille de match                                                                                  | Feuille de match    | Feuille de match                                                         | Feuille de match                                        |
| ---------------- | ------------------------------------------------------------------------------------------------- | ------------------- | ------------------------------------------------------------------------ | ------------------------------------------------------- |
|                  | Sacco (Donato) - 0 min 20 s Plante (Park) - 13 min 21 s Sacco (Donato, Konowalchuk) - 18 min 10 s | 1-0 2-0 3-0 3-1 3-2 | 31 min 41 s - Ņiživijs (Macijevskis) 43 min 52 s - Panteļejevs (Žoltoks) | Arbitrage : Jukka Pakaslahti Marco Coenen Riku Peltonen |
| Ryan Miller      | Gardiens                                                                                          | Sergejs Naumovs     |                                                                          | Arbitrage : Jukka Pakaslahti Marco Coenen Riku Peltonen |
| 6 min            | Pénalités                                                                                         | 16 min              |                                                                          | Arbitrage : Jukka Pakaslahti Marco Coenen Riku Peltonen |
| 21               | Tirs                                                                                              | 32                  |                                                                          | Arbitrage : Jukka Pakaslahti Marco Coenen Riku Peltonen |

| 30 avril 2002 | Lettonie | 4-1 (2-0, 2-1, 0-0) | Italie | Löfbergs Lila Arena 7 715 spectateurs |

| Feuille de match | Feuille de match | Feuille de match    | Feuille de match                 | Feuille de match                                          |
| ---------------- | --- | ------------------- | -------------------------------- | --------------------------------------------------------- |
|                  | Ozoliņš (Sorokins) - 8 min 37 s Belavskis (Fanduls) (Sup) - 17 min 39 s Tambijevs (Cipruss) (Inf) - 22 min 30 s Fanduls (Sorokins, Lavins) - 24 min 56 s | 1-0 2-0 3-0 4-0 4-1 | 36 min 5 s - Sacratini (Ramoser) | Arbitrage : Vladimír Mihalík Daniel Stricker Andreï Vasko |
| Sergejs Naumovs  | Gardiens | Mike Rosati         |                                  | Arbitrage : Vladimír Mihalík Daniel Stricker Andreï Vasko |
| 12 min           | Pénalités | 10 min              |                                  | Arbitrage : Vladimír Mihalík Daniel Stricker Andreï Vasko |
| 26               | Tirs | 17                  |                                  | Arbitrage : Vladimír Mihalík Daniel Stricker Andreï Vasko |

| 30 avril 2002 | États-Unis | 1-2 (1-0, 0-0, 0-2) | Canada | Löfbergs Lila Arena 7 715 spectateurs |

| Feuille de match | Feuille de match               | Feuille de match       | Feuille de match                                                                     | Feuille de match                                       |
| ---------------- | ------------------------------ | ---------------------- | ------------------------------------------------------------------------------------ | ------------------------------------------------------ |
|                  | Donato (Hilbert) - 17 min 51 s | 1-0 1-1 1-2            | 42 min 54 s - Smyth (Comrie, Williams) 55 min 50 s - J. Wright (T. Wright, McGillis) | Arbitrage : Marko Lepaus Marco Coenen Joachim Karlsson |
| Dieter Kochan    | Gardiens                       | Jean-Sébastien Giguère |                                                                                      | Arbitrage : Marko Lepaus Marco Coenen Joachim Karlsson |
| 10 min           | Pénalités                      | 4 min                  |                                                                                      | Arbitrage : Marko Lepaus Marco Coenen Joachim Karlsson |
| 23               | Tirs                           | 24                     |                                                                                      | Arbitrage : Marko Lepaus Marco Coenen Joachim Karlsson |

### Tour de qualification

#### Groupe E
| Clt   | Équipe             | PJ | V | D | N | BP | BC | Pts |
| ----- | ------------------ | -- | - | - | - | -- | -- | --- |
| +001, | République tchèque | 5  | 5 | 0 | 0 | 25 | 11 | 10  |
| +002, | Canada             | 5  | 4 | 1 | 0 | 13 | 10 | 8   |
| +003, | États-Unis         | 5  | 2 | 2 | 1 | 13 | 11 | 5   |
| +004, | Allemagne          | 5  | 2 | 2 | 1 | 14 | 14 | 5   |
| +005, | Suisse             | 5  | 1 | 4 | 0 | 8  | 18 | 2   |
| +006, | Lettonie           | 5  | 0 | 5 | 0 | 10 | 19 | 0   |

- Qualifié pour le tour final
- Tour de relégation

##### Résultats des rencontres
| 2 mai 2002 | États-Unis | 3-0 (2-0, 1-0, 0-0) | Suisse | Löfbergs Lila Arena 3 010 spectateurs |

| Feuille de match | Feuille de match                                                                          | Feuille de match | Feuille de match | Feuille de match                                      |
| ---------------- | ----------------------------------------------------------------------------------------- | ---------------- | ---------------- | ----------------------------------------------------- |
|                  | Murphy (Leopold) - 4 min 44 s Park (Sup) - 19 min 35 s Konowalchuk (Donato) - 20 min 46 s | 1-0 2-0 3-0      |                  | Arbitrage : Marko Lepaus Per Svensson Andreï Biriukov |
| Ryan Miller      | Gardiens                                                                                  | Martin Gerber    |                  | Arbitrage : Marko Lepaus Per Svensson Andreï Biriukov |
| 8 min            | Pénalités                                                                                 | 6 min            |                  | Arbitrage : Marko Lepaus Per Svensson Andreï Biriukov |
| 24               | Tirs                                                                                      | 34               |                  | Arbitrage : Marko Lepaus Per Svensson Andreï Biriukov |

| 2 mai 2002 | Tchéquie | 3-1 (2-0, 0-0, 1-1) | Lettonie | Kinnarps Arena 2 321 spectateurs |

| Feuille de match | Feuille de match                                                                            | Feuille de match | Feuille de match                | Feuille de match                                           |
| ---------------- | ------------------------------------------------------------------------------------------- | ---------------- | ------------------------------- | ---------------------------------------------------------- |
|                  | Jágr (Špacek) - 0 min 27 s Procházka (Patera) - 7 min 44 s Kubina (cage vide) - 59 min 58 s | 1-0 2-0 2-1 3-1  | 45 min 27 s - Cipruss (Rēdlihs) | Arbitrage : Tor Olav Johnsen Marco Coenen Joachim Karlsson |
| Milan Hnilička   | Gardiens                                                                                    | Sergejs Naumovs  |                                 | Arbitrage : Tor Olav Johnsen Marco Coenen Joachim Karlsson |
| 42 min           | Pénalités                                                                                   | 14 min           |                                 | Arbitrage : Tor Olav Johnsen Marco Coenen Joachim Karlsson |
| 36               | Tirs                                                                                        | 26               |                                 | Arbitrage : Tor Olav Johnsen Marco Coenen Joachim Karlsson |

| 2 mai 2002 | Canada | 3-1 (1-1, 1-0, 1-0) | Allemagne | Löfbergs Lila Arena 3 370 spectateurs |

| Feuille de match | Feuille de match                                                                                    | Feuille de match | Feuille de match                  | Feuille de match                                           |
| ---------------- | --------------------------------------------------------------------------------------------------- | ---------------- | --------------------------------- | ---------------------------------------------------------- |
|                  | Comrie (Williams) - 4 min 51 s Smyth (Patrick) - 39 min 12 s McDonald (Brewer, Cleary) - 51 min 2 s | 1-0 1-1 2-1 3-1  | 12 min 30 s - Hynes (Loth, Benda) | Arbitrage : Vladimír Mihalík Karol Popovic Paul Staniforth |
| Marty Turco      | Gardiens                                                                                            | Marc Seliger     |                                   | Arbitrage : Vladimír Mihalík Karol Popovic Paul Staniforth |
| 33 min           | Pénalités                                                                                           | 29 min           |                                   | Arbitrage : Vladimír Mihalík Karol Popovic Paul Staniforth |
| 29               | Tirs                                                                                                | 25               |                                   | Arbitrage : Vladimír Mihalík Karol Popovic Paul Staniforth |

| 3 mai 2002 | Suisse | 2-3 (0-0, 1-0, 1-3) | Canada | Löfbergs Lila Arena 3 096 spectateurs |

| Feuille de match | Feuille de match                                                   | Feuille de match       | Feuille de match                                                                                                 | Feuille de match                                         |
| ---------------- | ------------------------------------------------------------------ | ---------------------- | --- | -------------------------------------------------------- |
|                  | Aeschlimann (Steinegger) (Sup) - 34 min 0 s Rüthemann - 58 min 5 s | 1-0 1-1 1-2 1-3 2-3    | 42 min 13 s - Heatley (Williams) 48 min 4 s - Brewer (Whitney) (Sup) 51 min 26 s - McDonald (T. Wright, Whitney) | Arbitrage : Sergueï Karabanov Per Svensson Karol Popovic |
| Lars Weibel      | Gardiens                                                           | Jean-Sébastien Giguère | | Arbitrage : Sergueï Karabanov Per Svensson Karol Popovic |
| 6 min            | Pénalités                                                          | 8 min                  | | Arbitrage : Sergueï Karabanov Per Svensson Karol Popovic |
| 19               | Tirs                                                               | 28                     | | Arbitrage : Sergueï Karabanov Per Svensson Karol Popovic |

| 3 mai 2002 | Allemagne | 3-2 (1-1, 0-1, 2-0) | Lettonie | Löfbergs Lila Arena 4 278 spectateurs |

| Feuille de match | Feuille de match                                                                | Feuille de match    | Feuille de match                                                         | Feuille de match                                       |
| ---------------- | ------------------------------------------------------------------------------- | ------------------- | ------------------------------------------------------------------------ | ------------------------------------------------------ |
|                  | Rumrich (Reichel) - 18 min 2 s Blank (Soccio) - 53 min 15 s Hynes - 59 min 27 s | 0-1 1-1 1-2 2-2 3-2 | 2 min 52 s - Semjonovs (Ozoliņš) 22 min 38 s - Belavskis (Žoltoks) (Sup) | Arbitrage : Marko Lepaus Pavel Makarov Andreï Biriukov |
| Marc Seliger     | Gardiens                                                                        | Sergejs Naumovs     |                                                                          | Arbitrage : Marko Lepaus Pavel Makarov Andreï Biriukov |
| 18 min           | Pénalités                                                                       | 8 min               |                                                                          | Arbitrage : Marko Lepaus Pavel Makarov Andreï Biriukov |
| 34               | Tirs                                                                            | 21                  |                                                                          | Arbitrage : Marko Lepaus Pavel Makarov Andreï Biriukov |

| 4 mai 2002 | Tchéquie | 5-4 (3-1, 1-3, 1-0) | États-Unis | Kinnarps Arena 4 923 spectateurs |

| Feuille de match | Feuille de match | Feuille de match                             | Feuille de match | Feuille de match                                           |
| ---------------- | --- | -------------------------------------------- | --- | ---------------------------------------------------------- |
|                  | Patera (Moravec, Procházka) (Sup) - 3 min 26 s Moravec (Patera, Kuba) - 6 min 38 s Čajánek (Vlasák, Ujčík) - 14 min 25 s Jágr (Kubina) - 20 min 45 s Procházka (Moravec) - 44 min 58 s | 1-0 2-0 2-1 3-1 4-1 4-2 4-3 4-4 5-4          | 7 min 49 s - Clark 22 min 33 s - Clark (Reasoner, Weinrich) 25 min 35 s - LaCouture (Plante, Park) 35 min 23 s - Murphy (Mowers) | Arbitrage : Christer Larking Marco Coenen Joachim Karlsson |
| Milan Hnilička   | Gardiens | Gregg Naumenko Dieter Kochan (à 29 min 15 s) | | Arbitrage : Christer Larking Marco Coenen Joachim Karlsson |
| 2 min            | Pénalités | 6 min                                        | | Arbitrage : Christer Larking Marco Coenen Joachim Karlsson |
| 33               | Tirs | 24                                           | | Arbitrage : Christer Larking Marco Coenen Joachim Karlsson |

| 5 mai 2002 | États-Unis | 2-2 (1-0, 0-1, 1-1) | Allemagne | Löfbergs Lila Arena 5 619 spectateurs |

| Feuille de match | Feuille de match                                                              | Feuille de match | Feuille de match                                      | Feuille de match                                                  |
| ---------------- | ----------------------------------------------------------------------------- | ---------------- | ----------------------------------------------------- | ----------------------------------------------------------------- |
|                  | Mowers (Rasmussen, Tamer) - 8 min 39 s Plante (Park, LaCouture) - 50 min 47 s | 1-0 1-1 1-2 2-2  | 26 min 44 s - Loth 47 min 50 s - Benda (Soccio) (Sup) | Arbitrage : Sergueï Karabanov Pavel Makarov Paul David Staniforth |
| Ryan Miller      | Gardiens                                                                      | Robert Müller    |                                                       | Arbitrage : Sergueï Karabanov Pavel Makarov Paul David Staniforth |
| 12 min           | Pénalités                                                                     | 8 min            |                                                       | Arbitrage : Sergueï Karabanov Pavel Makarov Paul David Staniforth |
| 23               | Tirs                                                                          | 28               |                                                       | Arbitrage : Sergueï Karabanov Pavel Makarov Paul David Staniforth |

| 5 mai 2002 | Canada | 1-5 (0-2, 0-0, 1-3) | Tchéquie | Kinnarps Arena 4 213 spectateurs |

| Feuille de match                                   | Feuille de match              | Feuille de match        | Feuille de match | Feuille de match                                            |
| -------------------------------------------------- | ----------------------------- | ----------------------- | --- | ----------------------------------------------------------- |
|                                                    | Staios (Heatley) - 42 min 5 s | 0-1 0-2 1-2 1-3 1-4 1-5 | 5 min 37 s - Čajánek 10 min 50 s - Hrdina (Hlinka, Jágr) 45 min 31 s - Sýkora (Výborný) 46 min 43 s - Patera (Procházka) 58 min 21 s - Klesla (Kuba) (Sup) | Arbitrage : Jukka Pakaslahti Joachim Karlsson Riku Peltonen |
| Marty Turco Jean-Sébastien Giguère (à 45 min 31 s) | Gardiens                      | Milan Hnilička          | | Arbitrage : Jukka Pakaslahti Joachim Karlsson Riku Peltonen |
| 20 min                                             | Pénalités                     | 14 min                  | | Arbitrage : Jukka Pakaslahti Joachim Karlsson Riku Peltonen |
| 21                                                 | Tirs                          | 34                      | | Arbitrage : Jukka Pakaslahti Joachim Karlsson Riku Peltonen |

| 5 mai 2002 | Lettonie | 4-6 (0-0, 1-3, 3-3) | Suisse | Löfbergs Lila Arena 5 459 spectateurs |

| Feuille de match | Feuille de match | Feuille de match                        | Feuille de match | Feuille de match                                        |
| ---------------- | --- | --------------------------------------- | --- | ------------------------------------------------------- |
|                  | Lavins - 24 min 31 s Vītoliņš (Cipruss, Bondarevs) - 43 min 40 s Ozoliņš (Sup) - 50 min 42 s Kerčs (Žoltoks, Belavskis) (Sup) | 0-1 1-1 1-2 1-3 2-3 3-3 3-4 3-5 4-5 4-6 | 22 min 18 s - Jeannin 26 min 24 s - Plüss (Streit, Vauclair) 30 min 34 s - Wichser (Christen) 53 min 53 s - Jeannin (Streit) (Sup) 57 min 7 s - Aeschlimann (TP) 59 min 36 s - Jeannin (Plüss) (Cage vide) | Arbitrage : Vladimir Mihalik Karol Popovic Per Svensson |
| Sergejs Naumovs  | Gardiens | Lars Weibel                             | | Arbitrage : Vladimir Mihalik Karol Popovic Per Svensson |
| 12 min           | Pénalités | 12 min                                  | | Arbitrage : Vladimir Mihalik Karol Popovic Per Svensson |
| 26               | Tirs | 28                                      | | Arbitrage : Vladimir Mihalik Karol Popovic Per Svensson |

#### Groupe F
| Clt   | Équipe    | PJ | V | D | N | BP | BC | Pts |
| ----- | --------- | -- | - | - | - | -- | -- | --- |
| +001, | Suède     | 5  | 4 | 1 | 0 | 19 | 7  | 8   |
| +002, | Finlande  | 5  | 4 | 1 | 0 | 12 | 6  | 8   |
| +003, | Slovaquie | 5  | 4 | 1 | 0 | 20 | 15 | 8   |
| +004, | Russie    | 5  | 1 | 3 | 1 | 13 | 15 | 3   |
| +005, | Ukraine   | 5  | 1 | 3 | 1 | 10 | 20 | 3   |
| +006, | Autriche  | 5  | 0 | 5 | 0 | 12 | 23 | 0   |

- Qualifié pour le tour final
- Tour de relégation

##### Résultats des rencontres
| 2 mai 2002 | Finlande | 3-1 (1-0, 0-0, 2-1) | Autriche | Scandinavium 5 191 spectateurs |

| Feuille de match | Feuille de match                                                                                               | Feuille de match | Feuille de match                        | Feuille de match                                               |
| ---------------- | --- | ---------------- | --------------------------------------- | -------------------------------------------------------------- |
|                  | Lydman (Ojanen) (Sup) - 15 min 40 s Timonen (Karalahti) (Sup2) - 44 min 56 s Koivisto (Pärssinen) - 54 min 8 s | 1-0 2-0 3-0 3-1  | 58 min 12 s - Setzinger (Salfi, Lavoie) | Arbitrage : Gerhard Lichtnecker Stanislav Barvir Michael Linke |
| Jussi Markkanen  | Gardiens | Michael Suttnig  |                                         | Arbitrage : Gerhard Lichtnecker Stanislav Barvir Michael Linke |
| 12 min           | Pénalités | 14 min           |                                         | Arbitrage : Gerhard Lichtnecker Stanislav Barvir Michael Linke |
| 39               | Tirs | 19               |                                         | Arbitrage : Gerhard Lichtnecker Stanislav Barvir Michael Linke |

| 2 mai 2002 | Suède | 1-2 (1-0, 0-0, 0-2) | Slovaquie | Scandinavium 5 744 spectateurs |

| Feuille de match | Feuille de match                       | Feuille de match | Feuille de match                                       | Feuille de match                                            |
| ---------------- | -------------------------------------- | ---------------- | ------------------------------------------------------ | ----------------------------------------------------------- |
|                  | N. Andersson (J. Johnson) - 4 min 53 s | 1-0 1-1 1-2      | 47 min 46 s - Šatan 49 min 41 s - Milo (Somík, Štrbák) | Arbitrage : Vladimír Sindler Serge Carpentier Lars Kronborg |
| Tommy Salo       | Gardiens                               | Ján Lašák        |                                                        | Arbitrage : Vladimír Sindler Serge Carpentier Lars Kronborg |
| 10 min           | Pénalités                              | 14 min           |                                                        | Arbitrage : Vladimír Sindler Serge Carpentier Lars Kronborg |
| 34               | Tirs                                   | 22               |                                                        | Arbitrage : Vladimír Sindler Serge Carpentier Lars Kronborg |

| 3 mai 2002 | Russie | 3-3 (0-2, 2-3, 1-0) | Ukraine | Scandinavium 3 582 spectateurs |

| Feuille de match | Feuille de match                                                                                                   | Feuille de match        | Feuille de match | Feuille de match                                       |
| ---------------- | --- | ----------------------- | --- | ------------------------------------------------------ |
|                  | Tkatchenko (Koznev, Antipov) - 25 min 13 s Prokopiev (Bykov) - 34 min 34 s Joukov (Karpov, Boutsaïev) - 44 min 4 s | 0-1 0-2 1-2 1-3 2-3 3-3 | 5 min 16 s - Tsyroul (Kassiantchouk, Protsenko) 14 min 53 s - Chiriaïev (Protsenko) 26 min 50 s - Chakhraïtchouk (Savenko) | Arbitrage : Paul Mariconda Michael Linke Kevin Redding |
| Iegor Podomatski | Gardiens | Konstantin Simtchouk    | | Arbitrage : Paul Mariconda Michael Linke Kevin Redding |
| 6 min            | Pénalités | 10 min                  | | Arbitrage : Paul Mariconda Michael Linke Kevin Redding |
| 28               | Tirs | 32                      | | Arbitrage : Paul Mariconda Michael Linke Kevin Redding |

| 3 mai 2002 | Slovaquie | 6-3 (3-0, 0-2, 3-1) | Autriche | Scandinavium 3 795 spectateurs |

| Feuille de match | Feuille de match | Feuille de match                    | Feuille de match | Feuille de match                                               |
| ---------------- | --- | ----------------------------------- | --- | -------------------------------------------------------------- |
|                  | Tomík (Štrbák) - 4 min 10 s Országh (Pavlikovský) - 8 min 55 s Pavlikovský (Nagy, Lintner) - 12 min 52 s Višňovský (Handzuš, Bondra) - 40 min 38 s Lintner (Šatan, Handzuš) (Sup) - 44 min 54 s Bartečko (Pucher, Petrovický) (Sup) - 55 min 55 s | 1-0 2-0 3-0 3-1 3-2 4-2 5-2 5-3 6-3 | 28 min 14 s - Setzinger (Trattnig, Pöck) (Sup) 31 min 43 s - Hohenberger (P. Lukas, Unterluggauer) (Sup) 54 min 58 s - Kalt (Ulrich, Lavoie) (Sup) | Arbitrage : Scott Hutchinson Gregor Brodnicki Serge Carpentier |
| Ján Lašák        | Gardiens | Gert Prohaska                       | | Arbitrage : Scott Hutchinson Gregor Brodnicki Serge Carpentier |
| 18 min           | Pénalités | 16 min                              | | Arbitrage : Scott Hutchinson Gregor Brodnicki Serge Carpentier |
| 39               | Tirs | 22                                  | | Arbitrage : Scott Hutchinson Gregor Brodnicki Serge Carpentier |

| 4 mai 2002 | Suède | 7-0 (2-0, 2-0, 3-0) | Ukraine | Scandinavium 9 759 spectateurs |

| Feuille de match | Feuille de match | Feuille de match            | Feuille de match | Feuille de match                                            |
| ---------------- | --- | --------------------------- | ---------------- | ----------------------------------------------------------- |
|                  | Weinhandl (Zetterberg, K. Johnsson) - 1 min 26 s Andersson (Davidsson, Mat Johansson) - 2 min 47 s Axelsson (J. Johnson, Huselius) - 22 min 0 s Dahlén (Jönsson) (Sup) - 39 min 39 s Huselius (Axelsson, Sundin) - 51 min 1 s J. Johnson (Weinhandl, Zetterberg) - 58 min 17 s Dahlén (Liv) - 58 min 35 s | 1-0 2-0 3-0 4-0 5-0 6-0 7-0 |                  | Arbitrage : Tor Olav Johnsen Lars Kronborg Stanislav Barvir |
| Stefan Liv       | Gardiens | Igor Karpenko               |                  | Arbitrage : Tor Olav Johnsen Lars Kronborg Stanislav Barvir |
| 2 min            | Pénalités | 20 min                      |                  | Arbitrage : Tor Olav Johnsen Lars Kronborg Stanislav Barvir |
| 47               | Tirs | 8                           |                  | Arbitrage : Tor Olav Johnsen Lars Kronborg Stanislav Barvir |

| 4 mai 2002 | Finlande | 1-0 (1-0, 0-0, 0-0) | Russie | Scandinavium 9 698 spectateurs |

| Feuille de match | Feuille de match             | Feuille de match | Feuille de match | Feuille de match                                            |
| ---------------- | ---------------------------- | ---------------- | ---------------- | ----------------------------------------------------------- |
|                  | Ojanen (Hagman) - 4 min 34 s | 1-0              |                  | Arbitrage : Vladimír Sindler Serge Carpentier Kevin Redding |
| Jussi Markkanen  | Gardiens                     | Maksim Sokolov   |                  | Arbitrage : Vladimír Sindler Serge Carpentier Kevin Redding |
| 12 min           | Pénalités                    | 16 min           |                  | Arbitrage : Vladimír Sindler Serge Carpentier Kevin Redding |
| 43               | Tirs                         | 28               |                  | Arbitrage : Vladimír Sindler Serge Carpentier Kevin Redding |

| 5 mai 2002 | Suède | 4-2 (1-1, 0-1, 3-0) | Finlande | Scandinavium 9 227 spectateurs |

| Feuille de match | Feuille de match | Feuille de match        | Feuille de match                                                           | Feuille de match                                               |
| ---------------- | --- | ----------------------- | -------------------------------------------------------------------------- | -------------------------------------------------------------- |
|                  | Huselius (Axelsson) - 11 min 39 s Tjärnqvist (Zetterberg, Weinhandl) - 40 min 54 s Rhodin (Andersson) - 53 min 3 s A. Johansson (Axelsson, Rhödin) - 56 min 16 s | 0-1 1-1 1-2 2-2 3-2 4-2 | 8 min 56 s - Nummelin (Rintanen) 25 min 45 s - Hagman (Niinimaa, Helminen) | Arbitrage : Scott Hutchinson Stanislav Barvir Gregor Brodnicki |
| Tommy Salo       | Gardiens | Jussi Markkanen         |                                                                            | Arbitrage : Scott Hutchinson Stanislav Barvir Gregor Brodnicki |
| 12 min           | Pénalités | 6 min                   |                                                                            | Arbitrage : Scott Hutchinson Stanislav Barvir Gregor Brodnicki |
| 24               | Tirs | 40                      |                                                                            | Arbitrage : Scott Hutchinson Stanislav Barvir Gregor Brodnicki |

| 6 mai 2002 | Autriche | 2-3 (1-0, 1-1, 0-2) | Ukraine | Scandinavium 2 304 spectateurs |

| Feuille de match | Feuille de match                                                         | Feuille de match     | Feuille de match | Feuille de match                                             |
| ---------------- | ------------------------------------------------------------------------ | -------------------- | --- | ------------------------------------------------------------ |
|                  | Kalt (Brandner) - 17 min 12 s Brandner (Hohenberger) (Sup) - 36 min 49 s | 1-0 1-1 2-1 2-2 2-3  | 21 min 32 s - Klimentiev (Chakhraïtchouk, Savenko) (Sup) 40 min 11 s - Chakhraïtchouk (Khristitch, Chiriaïev) (Sup) 50 min 15 s - Tsyroul | Arbitrage : Christer Larking Paul Staniforth Daniel Stricker |
| Claus Dalpiaz    | Gardiens                                                                 | Konstantin Simtchouk | | Arbitrage : Christer Larking Paul Staniforth Daniel Stricker |
| 16 min           | Pénalités                                                                | 12 min               | | Arbitrage : Christer Larking Paul Staniforth Daniel Stricker |
| 19               | Tirs                                                                     | 27                   | | Arbitrage : Christer Larking Paul Staniforth Daniel Stricker |

| 6 mai 2002 | Russie | 4-6 (0-3, 3-2, 1-1) | Slovaquie | Scandinavium 2 867 spectateurs |

| Feuille de match                               | Feuille de match | Feuille de match                        | Feuille de match | Feuille de match                                            |
| ---------------------------------------------- | --- | --------------------------------------- | --- | ----------------------------------------------------------- |
|                                                | Gousmanov (Zatonski) - 25 min 21 s Koznev (Riabykine, Joukov) - 26 min 24 s Prokopiev (Zatonski, Souchinski) - 31 min 14 s Souchinski (Sup) - 42 min 32 s | 0-1 0-2 0-3 1-3 2-3 2-4 3-4 3-5 4-5 4-6 | 7 min 57 s - Šatan (Višňovský) 9 min 26 s - Nagy (Lintner, Pavlikovský) 18 min 9 s - Bondra 27 min 0 s - Bondra (Lintner) 34 min 9 s - Handzuš (Bondra) (Sup2) 47 min 38 s - Milo (Országh, Nagy) (Sup) | Arbitrage : Scott Hutchinson Gregor Brodnicki Kevin Redding |
| Iegor Podomatski Maksim Sokolov (à 18 min 9 s) | Gardiens | Rastislav Staňa                         | | Arbitrage : Scott Hutchinson Gregor Brodnicki Kevin Redding |
| 18 min                                         | Pénalités | 22 min                                  | | Arbitrage : Scott Hutchinson Gregor Brodnicki Kevin Redding |
| 33                                             | Tirs | 30                                      | | Arbitrage : Scott Hutchinson Gregor Brodnicki Kevin Redding |

### Tour de Relégation
| Clt   | Équipe   | PJ | V | D | N | BP | BC | Pts |
| ----- | -------- | -- | - | - | - | -- | -- | --- |
| +001, | Slovénie | 3  | 3 | 0 | 0 | 12 | 5  | 6   |
| +002, | Pologne  | 3  | 2 | 1 | 0 | 12 | 7  | 4   |
| +003, | Italie   | 3  | 1 | 2 | 0 | 7  | 11 | 2   |
| +004, | Japon    | 3  | 0 | 3 | 0 | 7  | 15 | 0   |

- Relégué en Division I

#### Résultats des rencontres
| 2 mai 2002 | Slovénie | 4-3 (3-0, 1-3, 0-0) | Japon | Kinnarps Arena 5 098 spectateurs |

| Feuille de match | Feuille de match | Feuille de match            | Feuille de match                                                                                  | Feuille de match                                           |
| ---------------- | --- | --------------------------- | ------------------------------------------------------------------------------------------------- | ---------------------------------------------------------- |
|                  | Sahraj (Kontrec, Brodnik) (Sup) - 2 min 7 s Rodman (Vnuk) (Sup) - 16 min 31 s Kontrec (Jan) - 19 min 41 s Brodnik (Sahraj, Kontrec) (Sup) - 21 min 39 s | 1-0 2-0 3-0 4-0 4-1 4-2 4-3 | 27 min 50 s - Suzuki (Ito) (Sup) 28 min 27 s - Fujita (Kobori) 38 min 15 s - Nihei (Suzuki) (Sup) | Arbitrage : Jukka Pakaslahti Riku Peltonen Daniel Stricker |
| Gaber Glavič     | Gardiens | Naoya Kikuchi               |                                                                                                   | Arbitrage : Jukka Pakaslahti Riku Peltonen Daniel Stricker |
| 37 min           | Pénalités | 8 min                       |                                                                                                   | Arbitrage : Jukka Pakaslahti Riku Peltonen Daniel Stricker |
| 24               | Tirs | 51                          |                                                                                                   | Arbitrage : Jukka Pakaslahti Riku Peltonen Daniel Stricker |

| 2 mai 2002 | Pologne | 5-1 (1-0, 3-0, 1-1) | Italie | Kinnarps Arena 2 068 spectateurs |

| Feuille de match | Feuille de match | Feuille de match        | Feuille de match                | Feuille de match                                         |
| ---------------- | --- | ----------------------- | ------------------------------- | -------------------------------------------------------- |
|                  | Oliwa (Plachta) - 5 min 40 s Rozanski (Justka) - 25 min 52 s Demkowicz (Rozanski, Plachta) - 33 min 25 s Czerkawski (Pysz, Plachta) - 34 min 25 s Laszkiewicz (Oliwa) (Sup) - 46 min 33 s | 1-0 2-0 3-0 4-0 4-1 5-1 | 44 min 20 s - Timpone (Chelodi) | Arbitrage : Sergueï Karabanov Pavel Makarov Andrei Vasko |
| Tomasz Jaworski  | Gardiens | Mario Brunetta          |                                 | Arbitrage : Sergueï Karabanov Pavel Makarov Andrei Vasko |
| 10 min           | Pénalités | 18 min                  |                                 | Arbitrage : Sergueï Karabanov Pavel Makarov Andrei Vasko |
| 24               | Tirs | 29                      |                                 | Arbitrage : Sergueï Karabanov Pavel Makarov Andrei Vasko |

| 3 mai 2002 | Pologne | 2-4 (0-0, 0-1, 2-3) | Slovénie | Kinnarps Arena 1 964 spectateurs |

| Feuille de match | Feuille de match                                         | Feuille de match        | Feuille de match | Feuille de match                                           |
| ---------------- | -------------------------------------------------------- | ----------------------- | --- | ---------------------------------------------------------- |
|                  | Gonera - 41 min 6 s Parzyszek (Czerkawski) - 59 min 46 s | 0-1 1-1 1-2 1-3 1-4 2-4 | 33 min 28 s - Polončič (Razingar) 48 min 35 s - Rodman (Vnuk, Razingar) (Sup) 49 min 28 s - Kontrec (Jan, Zupančič) 51 min 59 s - Kontrec (Jan) | Arbitrage : Christer Larking Riku Peltonen Daniel Stricker |
| Tomasz Jaworski  | Gardiens                                                 | Gaber Glavič            | | Arbitrage : Christer Larking Riku Peltonen Daniel Stricker |
| 8 min            | Pénalités                                                | 6 min                   | | Arbitrage : Christer Larking Riku Peltonen Daniel Stricker |
| 33               | Tirs                                                     | 27                      | | Arbitrage : Christer Larking Riku Peltonen Daniel Stricker |

| 3 mai 2002 | Japon | 2-6 (1-0, 1-4, 0-2) | Italie | Kinnarps Arena 1 709 spectateurs |

| Feuille de match                             | Feuille de match                                               | Feuille de match                | Feuille de match | Feuille de match                                           |
| -------------------------------------------- | -------------------------------------------------------------- | ------------------------------- | --- | ---------------------------------------------------------- |
|                                              | Yule (Fujita) - 10 min 58 s Sakai (Kobori) (Sup) - 24 min 24 s | 1-0 1-1 2-1 2-2 2-3 2-4 2-5 2-6 | 23 min 27 s - Busillo (Mansi, Sacratini) (Sup) 29 min 52 s - Helfer (Lorenzi, L. De Toni) 30 min 20 s - Timpone (Sacratini, Mansi) (Sup) 36 min 25 s - Timpone (Topatigh) 45 min 50 s - Ramoser (Borgatello) 53 min 3 s - Mansi (Lorenzi) (Sup) | Arbitrage : Jukka Pakaslahti Joachim Karlsson Andrei Vasko |
| Naoya Kikuchi Jiro Igor Nihei (à 40 min 0 s) | Gardiens                                                       | Mike Rosati                     | | Arbitrage : Jukka Pakaslahti Joachim Karlsson Andrei Vasko |
| 41 min                                       | Pénalités                                                      | 28 min                          | | Arbitrage : Jukka Pakaslahti Joachim Karlsson Andrei Vasko |
| 29                                           | Tirs                                                           | 36                              | | Arbitrage : Jukka Pakaslahti Joachim Karlsson Andrei Vasko |

| 5 mai 2002 | Italie | 0-4 (0-2, 0-2, 0-0) | Slovénie | Kinnarps Arena 2 764 spectateurs |

| Feuille de match | Feuille de match | Feuille de match | Feuille de match | Feuille de match                                      |
| ---------------- | ---------------- | ---------------- | --- | ----------------------------------------------------- |
|                  |                  | 0-1 0-2 0-3 0-4  | 10 min 36 s - Zupančič 15 min 50 s - Razingar (Beslagic, Vnuk) (Sup) 24 min 19 s - Rodman (Ciglenečki) 38 min 42 s - Razingar (Vnuk, Rodman) | Arbitrage : Paul Mariconda Marco Coenen Michael Linke |
| Mike Rosati      | Gardiens         | Gaber Glavič     | | Arbitrage : Paul Mariconda Marco Coenen Michael Linke |
| 10 min           | Pénalités        | 4 min            | | Arbitrage : Paul Mariconda Marco Coenen Michael Linke |
| 11               | Tirs             | 33               | | Arbitrage : Paul Mariconda Marco Coenen Michael Linke |

| 5 mai 2002 | Japon | 2-5 (0-1, 1-3, 1-1) | Pologne | Kinnarps Arena 2 931 spectateurs |

| Feuille de match | Feuille de match                                       | Feuille de match            | Feuille de match | Feuille de match                                          |
| ---------------- | ------------------------------------------------------ | --------------------------- | --- | --------------------------------------------------------- |
|                  | Fujita (Yule) (Sup) - 35 min 31 s Fujita - 56 min 52 s | 0-1 0-2 0-3 0-4 1-4 1-5 2-4 | 12 min 4 s - Plachta (Labuz, Gonera) 22 min 22 s - Klisiak (Laszkiewicz, Gonera) 27 min 44 s - Smielowski (Czerkawski, Plachta) 34 min 28 s - Klisiak (Parzyszek) 47 min 45 s - Czerkawski (Oliwa) | Arbitrage : Tor Olav Johnsen Daniel Stricker Andrei Vasko |
| Jiro Igor Nihei  | Gardiens                                               | Tomasz Jaworski             | | Arbitrage : Tor Olav Johnsen Daniel Stricker Andrei Vasko |
| 8 min            | Pénalités                                              | 6 min                       | | Arbitrage : Tor Olav Johnsen Daniel Stricker Andrei Vasko |
| 29               | Tirs                                                   | 37                          | | Arbitrage : Tor Olav Johnsen Daniel Stricker Andrei Vasko |

### Tour final
|  | Quarts de finale            | Quarts de finale            |                       |                       | Demi-finales           | Demi-finales           |   |  | Finale                | Finale                |
|  | Quarts de finale            | Quarts de finale            |                       |                       | Demi-finales           | Demi-finales           |   |  | Finale                | Finale                |
|  |                             |                             |                       |                       |                        |                        |   |  |                       |                       |
|  | 7 mai - Scandinavium        | 7 mai - Scandinavium        |                       |                       | 9 mai - Scandinavium   | 9 mai - Scandinavium   |   |  | 11 mai – Scandinavium | 11 mai – Scandinavium |
|  | 7 mai - Scandinavium        | 7 mai - Scandinavium        |                       |                       | 9 mai - Scandinavium   | 9 mai - Scandinavium   |   |  | 11 mai – Scandinavium | 11 mai – Scandinavium |
|  | Finlande                    | 3                           |                       |                       | 9 mai - Scandinavium   | 9 mai - Scandinavium   |   |  | 11 mai – Scandinavium | 11 mai – Scandinavium |
|  | Finlande                    | 3                           |                       |                       | 9 mai - Scandinavium   | 9 mai - Scandinavium   |   |  | 11 mai – Scandinavium | 11 mai – Scandinavium |
|  | États-Unis                  | 1                           |                       |                       | 9 mai - Scandinavium   | 9 mai - Scandinavium   |   |  | 11 mai – Scandinavium | 11 mai – Scandinavium |
|  | États-Unis                  | 1                           | Russie                | 3                     |                        |                        |   |  | 11 mai – Scandinavium | 11 mai – Scandinavium |
|  | 7 mai - Kinnarps Arena      |                             | Russie                | 3                     |                        |                        |   |  | 11 mai – Scandinavium | 11 mai – Scandinavium |
|  |                             | Finlande                    | 2                     |                       |                        |                        |   |  | 11 mai – Scandinavium | 11 mai – Scandinavium |
|  | République tchèque          | Finlande                    | 2                     | 1                     |                        |                        |   |  | 11 mai – Scandinavium | 11 mai – Scandinavium |
|  | République tchèque          |                             |                       | 1                     |                        |                        |   |  | 11 mai – Scandinavium | 11 mai – Scandinavium |
|  | Russie                      | 3                           |                       |                       |                        |                        |   |  | 11 mai – Scandinavium | 11 mai – Scandinavium |
|  | Russie                      | 3                           | Slovaquie             | 4                     |                        |                        |   |  |                       |                       |
|  | 7 mai - Scandinavium        |                             | Slovaquie             | 4                     |                        |                        |   |  |                       |                       |
|  |                             | Russie                      | 3                     |                       |                        |                        |   |  |                       |                       |
|  | Suède                       | Russie                      | 3                     | 6                     |                        |                        |   |  |                       |                       |
|  | Suède                       | 9 mai - Scandinavium        |                       | 6                     |                        |                        |   |  |                       |                       |
|  | Allemagne                   | 2                           |                       |                       |                        |                        |   |  |                       |                       |
|  | Allemagne                   | 2                           | Slovaquie             | 3                     |                        |                        |   |  |                       |                       |
|  | 7 mai - Löfbergs Lila Arena | 7 mai - Löfbergs Lila Arena | Slovaquie             | 3                     | Match pour la 3e place | Match pour la 3e place |   |  |                       |                       |
|  | 7 mai - Löfbergs Lila Arena | 7 mai - Löfbergs Lila Arena |                       | Suède                 | Match pour la 3e place | Match pour la 3e place | 2 |  |                       |                       |
|  | Canada                      | 2                           | 10 mai – Scandinavium | 10 mai – Scandinavium |                        |                        | 2 |  |                       |                       |
|  | Canada                      | 2                           | 10 mai – Scandinavium | 10 mai – Scandinavium |                        |                        |   |  |                       |                       |
|  | Slovaquie                   | 3                           |                       | Finlande              | 3                      |                        |   |  |                       |                       |
|  | Slovaquie                   | 3                           |                       | Finlande              | 3                      |                        |   |  |                       |                       |
|  |                             |                             |                       |                       |                        |                        |   |  | Suède                 | 5                     |
|  |                             |                             |                       |                       |                        |                        |   |  | Suède                 | 5                     |

#### Résultats des rencontres

##### Quarts de finale
| 7 mai 2002 | Finlande | 3-1 (0-0, 2-0, 1-1) | États-Unis | Scandinavium 9 341 spectateurs |

| Feuille de match | Feuille de match                                                                                            | Feuille de match | Feuille de match                 | Feuille de match                                            |
| ---------------- | --- | ---------------- | -------------------------------- | ----------------------------------------------------------- |
|                  | Rintanen (Kallio) - 33 min 50 s Jokinen (Pärssinen) - 35 min 21 s Viitakoski (Lind, Markkanen) - 52 min 0 s | 1-0 2-0 2-1 3-1  | 50 min 3 s - LaCouture (Hatcher) | Arbitrage : Christer Larking Riku Peltonen Joachim Karlsson |
| Jussi Markkanen  | Gardiens | Ryan Miller      |                                  | Arbitrage : Christer Larking Riku Peltonen Joachim Karlsson |
| 6 min            | Pénalités                                                                                                   | 6 min            |                                  | Arbitrage : Christer Larking Riku Peltonen Joachim Karlsson |
| 45               | Tirs | 35               |                                  | Arbitrage : Christer Larking Riku Peltonen Joachim Karlsson |

| 7 mai 2002 | Suède | 6-2 (1-2, 2-0, 3-0) | Allemagne | Scandinavium 10 064 spectateurs |

| Feuille de match | Feuille de match | Feuille de match                | Feuille de match                                                  | Feuille de match                                              |
| ---------------- | --- | ------------------------------- | ----------------------------------------------------------------- | ------------------------------------------------------------- |
|                  | Axelsson (Huselius, Johnson) - 9 min 18 s Sundin (Zetterberg) - 31 min 15 s Hedin (Andersson, Nylander) - 36 min 50 s Huselius (Näslund, Tjärnqvist) - 49 min 15 s Sundin (Näslund, Huselius) (Sup) - 52 min 24 s Näslund (Huselius, Sundin) (Sup) - 55 min 16 s | 1-0 1-1 1-2 2-2 3-2 4-2 5-2 6-2 | 17 min 35 s - Ehrhoff (Sup) 19 min 59 s - Soccio (Ehrhoff, Benda) | Arbitrage : Sergueï Karabanov Daniel Stricker Niklas Kronborg |
| Tommy Salo       | Gardiens | Marc Seliger                    |                                                                   | Arbitrage : Sergueï Karabanov Daniel Stricker Niklas Kronborg |
| 10 min           | Pénalités | 16 min                          |                                                                   | Arbitrage : Sergueï Karabanov Daniel Stricker Niklas Kronborg |
| 33               | Tirs | 16                              |                                                                   | Arbitrage : Sergueï Karabanov Daniel Stricker Niklas Kronborg |

| 7 mai 2002 | Tchéquie | 1-3 (0-1, 1-1, 0-1) | Russie | Kinnarps Arena 4 903 spectateurs |

| Feuille de match | Feuille de match                      | Feuille de match | Feuille de match | Feuille de match                                        |
| ---------------- | ------------------------------------- | ---------------- | --- | ------------------------------------------------------- |
|                  | Hrdina (Hlinka, Sýkora) - 23 min 58 s | 0-1 1-1 1-2 1-3  | 15 min 47 s - Koznev (Tkatchenko, Gouskov) 28 min 27 s - Karpov (Kalinine, Kovalenko) (Sup) 40 min 22 s - Karpov (Kovalenko) | Arbitrage : Marko Lepaus Serge Carpentier Kevin Redding |
| Milan Hnilička   | Gardiens                              | Maksim Sokolov   | | Arbitrage : Marko Lepaus Serge Carpentier Kevin Redding |
| 6 min            | Pénalités                             | 14 min           | | Arbitrage : Marko Lepaus Serge Carpentier Kevin Redding |
| 37               | Tirs                                  | 17               | | Arbitrage : Marko Lepaus Serge Carpentier Kevin Redding |

| 7 mai 2002 | Canada | 2-3 (1-0, 1-1, 0-2) | Slovaquie | Löfbergs Lila Arena 6 267 spectateurs |

| Feuille de match       | Feuille de match                                                            | Feuille de match    | Feuille de match                                                                                      | Feuille de match                                            |
| ---------------------- | --------------------------------------------------------------------------- | ------------------- | --- | ----------------------------------------------------------- |
|                        | Heatley (Whitney) - 12 min 45 s Smyth (Patrick, Comrie) (Sup) - 23 min 59 s | 1-0 2-0 2-1 2-2 2-3 | 39 min 59 s - Bondra (Pálffy) 43 min 47 s - Šatan (Handzuš, Milo) (Sup) 44 min 37 s - Bondra (Pálffy) | Arbitrage : Christer Larking Riku Peltonen Joachim Karlsson |
| Jean-Sébastien Giguère | Gardiens                                                                    | Ján Lašák           | | Arbitrage : Christer Larking Riku Peltonen Joachim Karlsson |
| 6 min                  | Pénalités                                                                   | 6 min               | | Arbitrage : Christer Larking Riku Peltonen Joachim Karlsson |
| 30                     | Tirs                                                                        | 33                  | | Arbitrage : Christer Larking Riku Peltonen Joachim Karlsson |

##### Demi-finales
| 9 mai 2002 | Russie | 3-2 (TF) (1-1, 1-1, 0-0, 0-0, 1-0) | Finlande | Scandinavium 9 797 spectateurs |

| Feuille de match | Feuille de match | Feuille de match          | Feuille de match | Feuille de match                                           |
| ---------------- | --- | ------------------------- | --- | ---------------------------------------------------------- |
|                  | Zatonski (Souchinski) (Sup) - 10 min 19 s Afinoguenov (Koznev) - 29 min 40 s Karpov (réussi) Liachenko (manqué) Kovalenko (réussi) | 0-1 1-1 1-2 2-2 Fusillade | 4 min 37 s - Karalahti (Helminen, Timonen) (Sup) 20 min 48 s - Hagman (Timonen, Miettinen) (Sup) Rintanen (manqué) Koivisto (manqué) Pirjetä (manqué) Ojanen (manqué) | Arbitrage : Scott Hutchinson Marco Coenen Joachim Karlsson |
| Maksim Sokolov   | Gardiens | Jussi Markkanen           | | Arbitrage : Scott Hutchinson Marco Coenen Joachim Karlsson |
| 20 min           | Pénalités | 12 min                    | | Arbitrage : Scott Hutchinson Marco Coenen Joachim Karlsson |
| 11               | Tirs | 45                        | | Arbitrage : Scott Hutchinson Marco Coenen Joachim Karlsson |

| 9 mai 2002 | Slovaquie | 3-2 (TF) (0-1, 1-1, 1-0, 0-0, 1-0) | Suède | Scandinavium 10 854 spectateurs |

| Feuille de match | Feuille de match | Feuille de match          | Feuille de match | Feuille de match                                            |
| ---------------- | --- | ------------------------- | --- | ----------------------------------------------------------- |
|                  | Országh (Pálffy) - 35 min 32 s Šatan (Pálffy) (Sup) - 58 min 2 s Šatan (manqué) Bondra (manqué) Pálffy (réussi) Lintner (réussi) | 0-1 0-2 1-2 2-2 Fusillade | 17 min 2 s - Axelsson (Dahlén, A. Johansson) 31 min 44 s - T. Johansson (Nylander) Dahlén (manqué) Jönsson (manqué) Näslund (manqué) Mag. Johansson (manqué) | Arbitrage : Jukka Pakaslahti Stanislav Barvir Kevin Redding |
| Ján Lašák        | Gardiens | Tommy Salo                | | Arbitrage : Jukka Pakaslahti Stanislav Barvir Kevin Redding |
| 10 min           | Pénalités | 12 min                    | | Arbitrage : Jukka Pakaslahti Stanislav Barvir Kevin Redding |
| 37               | Tirs | 40                        | | Arbitrage : Jukka Pakaslahti Stanislav Barvir Kevin Redding |

##### Finale
| 11 mai 2002 | Slovaquie | 4-3 (2-0, 1-1, 1-2) | Russie | Scandinavium 11 591 spectateurs |

| Feuille de match | Feuille de match | Feuille de match            | Feuille de match                                                                                                  | Feuille de match                                            |
| ---------------- | --- | --------------------------- | --- | ----------------------------------------------------------- |
|                  | Višňovský (Stümpel) - 0 min 22 s Bondra (Šatan, Pálffy) (Sup) - 12 min 10 s Šatan (Handzuš) - 26 min 59 s Bondra (Pálffy) - 58 min 20 s | 1-0 2-0 2-1 3-1 3-2 3-3 4-3 | 23 min 27 s - Souchinski (Zatonsky, Prokopiev) 42 min 9 s - Antipov (Karpov) 54 min 15 s - Souchinski (Prokopiev) | Arbitrage : Jukka Pakaslahti Serge Carpentier Kevin Redding |
| Ján Lašák        | Gardiens | Maksim Sokolov              | | Arbitrage : Jukka Pakaslahti Serge Carpentier Kevin Redding |
| 8 min            | Pénalités | 10 min                      | | Arbitrage : Jukka Pakaslahti Serge Carpentier Kevin Redding |
| 21               | Tirs | 21                          | | Arbitrage : Jukka Pakaslahti Serge Carpentier Kevin Redding |

##### Troisième place
| 10 mai 2002 | Finlande | 3-5 (2-0, 1-3, 0-2) | Suède | Scandinavium 9 817 spectateurs |

| Feuille de match | Feuille de match                                                                                             | Feuille de match                | Feuille de match | Feuille de match                                         |
| ---------------- | --- | ------------------------------- | --- | -------------------------------------------------------- |
|                  | Kallio (Tuulola, Norrena) (Sup) - 4 min 39 s Hagman (Inf) - 8 min 56 s Rintanen (Ojanen) (Sup) - 21 min 33 s | 1-0 2-0 3-0 3-1 3-2 3-3 3-4 3-5 | 23 min 22 s - Davidsson (Mat. Johansson) 34 min 21 s - Weinhandl (Nylander) 38 min 44 s - Rhodin (Falk) 53 min 54 s - Rhödin (Zetterberg, Jönsson) 59 min 53 s - Falk (cage vide) | Arbitrage : Vladimír Sindler Karol Popovic Pavel Makarov |
| Fredrik Norrena  | Gardiens | Stefan Liv                      | | Arbitrage : Vladimír Sindler Karol Popovic Pavel Makarov |
| 16 min           | Pénalités | 24 min                          | | Arbitrage : Vladimír Sindler Karol Popovic Pavel Makarov |
| 23               | Tirs | 34                              | | Arbitrage : Vladimír Sindler Karol Popovic Pavel Makarov |

### Statistiques
| Joueur            | PJ | B | A | Pts | Pun |
| ----------------- | -- | - | - | --- | --- |
| Miroslav Šatan    | 9  | 5 | 8 | 13  | 12  |
| Kristian Huselius | 9  | 5 | 6 | 11  | 0   |
| Peter Bondra      | 9  | 7 | 2 | 9   | 20  |
| Jaromír Jágr      | 7  | 4 | 4 | 8   | 2   |
| Richard Lintner   | 9  | 4 | 4 | 8   | 22  |
| Timo Parssinen    | 9  | 3 | 5 | 8   | 4   |
| Jan Benda         | 7  | 1 | 7 | 8   | 14  |
| Marcel Rodman     | 6  | 6 | 1 | 7   | 2   |
| Ulf Dahlen        | 9  | 5 | 2 | 7   | 0   |
| Niklas Hagman     | 9  | 5 | 2 | 7   | 2   |

| Joueur                 | Min | BC | Moy  | Bl | %Arr   |
| ---------------------- | --- | -- | ---- | -- | ------ |
| Jussi Markkanen        | 429 | 10 | 1,40 | 2  | 93,7 % |
| Ryan Miller            | 238 | 7  | 1,76 | 1  | 94,9 % |
| Milan Hnilička         | 298 | 9  | 1,81 | 1  | 91,7 % |
| Jean-Sébastien Giguère | 253 | 8  | 1,89 | 0  | 92,0 % |
| Tommy Salo             | 429 | 14 | 1,96 | 1  | 92,1 % |

#### Récompenses individuelles

##### Meilleurs joueurs
- Meilleur gardien :  Maksim Sokolov
- Meilleur défenseur :  Daniel Tjärnqvist
- Meilleur attaquant :  Niklas Hagman

##### Équipe-type
- Gardien : 
  -  Maksim Sokolov
- Défenseurs : 
  -  Richard Lintner
  -  Thomas Rhodin
- Attaquants :
  -  Miroslav Šatan
  -  Niklas Hagman
  -  Peter Bondra

#### Classement final
| Clt | Équipe     |
| --- | ---------- |
| 1   | Slovaquie  |
| 2   | Russie     |
| 3   | Suède      |
| 4   | Finlande   |
| 5   | Tchéquie   |
| 6   | Canada     |
| 7   | États-Unis |
| 8   | Allemagne  |
| 9   | Ukraine    |
| 10  | Suisse     |
| 11  | Lettonie   |
| 12  | Autriche   |
| 13  | Slovénie   |
| 14  | Pologne    |
| 15  | Italie     |
| 16  | Japon      |

#### Effectif vainqueur
| Place | Pays      | Joueurs |
| ----- | --------- | --- |
| 1     | Slovaquie | Ján Lašák, Rastislav Staňa, Miroslav Šimonovič, Ľubomír Višňovský, Radoslav Hecl, Peter Smrek, Richard Lintner, Dušan Milo, Martin Štrbák, Ladislav Čierny, Jerguš Bača, Žigmund Pálffy, Jozef Stümpel, Peter Bondra, Miroslav Šatan, Michal Handzuš, Ľuboš Bartečko, Vladimír Országh, Rastislav Pavlikovský, Ladislav Nagy, Róbert Petrovický, Miroslav Hlinka, Radovan Somík, Róbert Tomík, Peter Pucher, Marek Uram |

## Division I

### Groupe A
Tournoi disputé à Eindhoven, Pays-Bas, du 14 au 20 avril.
|              | PJ | V | D | N | BP | BC | Pts |
| ------------ | -- | - | - | - | -- | -- | --- |
| Biélorussie  | 5  | 5 | 0 | 0 | 45 | 10 | 10  |
| France       | 5  | 4 | 1 | 0 | 27 | 6  | 8   |
| Kazakhstan   | 5  | 3 | 2 | 0 | 30 | 14 | 6   |
| Pays-Bas     | 5  | 2 | 3 | 0 | 19 | 30 | 4   |
| Croatie      | 5  | 1 | 4 | 0 | 6  | 32 | 2   |
| Corée du Sud | 5  | 0 | 5 | 0 | 7  | 42 | 0   |

### Groupe B
Tournoi disputé à Zagreb, Croatie du 13 au 20 avril.
|             | PJ | V | D | N | BP | BC | Pts |
| ----------- | -- | - | - | - | -- | -- | --- |
| Danemark    | 5  | 5 | 0 | 0 | 40 | 10 | 10  |
| Hongrie     | 5  | 4 | 1 | 0 | 19 | 9  | 8   |
| Norvège     | 5  | 3 | 2 | 0 | 26 | 11 | 6   |
| Royaume-Uni | 5  | 2 | 3 | 0 | 18 | 16 | 4   |
| Roumanie    | 5  | 1 | 4 | 0 | 10 | 31 | 2   |
| Chine       | 5  | 0 | 5 | 0 | 7  | 43 | 0   |

Le  Danemark et le  Biélorussie sont promus en division élite pour le Championnat du monde de hockey sur glace 2003. La  Chine et la  Corée du Sud sont reléguées en Division II.

## Division II

### Groupe A
Disputée au Cap, en Afrique du Sud, du 31 mars au 6 avril.
|                | PJ | V | D | N | BP | BC | Pts |
| -------------- | -- | - | - | - | -- | -- | --- |
| Estonie        | 5  | 5 | 0 | 0 | 74 | 7  | 10  |
| Belgique       | 5  | 4 | 1 | 0 | 37 | 11 | 8   |
| Israël         | 5  | 3 | 2 | 0 | 14 | 22 | 6   |
| Australie      | 5  | 2 | 3 | 0 | 32 | 39 | 4   |
| Afrique du Sud | 5  | 1 | 4 | 0 | 13 | 37 | 2   |
| Turquie        | 5  | 0 | 5 | 0 | 3  | 57 | 0   |

### Groupe B
Tournoi disputé à Novi Sad, Yougoslavie, du 25 au 31 mars.
|                      | PJ | V | D | N | BP | BC | Pts |
| -------------------- | -- | - | - | - | -- | -- | --- |
| Lituanie             | 5  | 5 | 0 | 0 | 71 | 6  | 10  |
| Serbie-et-Monténégro | 5  | 4 | 1 | 0 | 34 | 10 | 8   |
| Espagne              | 5  | 3 | 2 | 0 | 28 | 22 | 6   |
| Bulgarie             | 5  | 2 | 3 | 0 | 30 | 29 | 4   |
| Islande              | 5  | 1 | 4 | 0 | 14 | 44 | 2   |
| Luxembourg           | 5  | 0 | 5 | 0 | 2  | 68 | 0   |

L' Estonie et la  Lituanie sont promues en Division I, la  Turquie et le  Luxembourg sont relégués en Division III.

## Division III
Disputé à Mexico au Mexique du 11 au 13 avril.
|                  | PJ | V | D | N | BP | BC | Pts |
| ---------------- | -- | - | - | - | -- | -- | --- |
| Corée du Nord    | 2  | 2 | 0 | 0 | 18 | 4  | 4   |
| Mexique          | 2  | 0 | 1 | 1 | 7  | 13 | 1   |
| Nouvelle-Zélande | 2  | 0 | 1 | 1 | 9  | 17 | 1   |

La  Corée du Nord et le  Mexique sont promues en Division II.